# Khadija Ben Arfa
Pour les articles homonymes, voir Arafa.
Khadija Ben Arfa (arabe : خديجة بن عرفة), née le 28 mars 1949 et morte le 9 mars 2017 à Tunis, est une actrice tunisienne.

## Biographie
Khadija Ben Arfa commence sa carrière dans les années 1960, interprétant de nombreux rôles dans des feuilletons dont Ommi Traki puis, plus tard, El Khottab Al Bab, Mnamet Aroussia ou Gamret Sidi Mahrous du réalisateur Slaheddine Essid.

## Télévision
- 1969 : Ommi Traki de Mohamed Hammami et Naceur Ben Jaâfar
- 1990 : Hokm El Ayam d'Abdelkader Jerbi, Fraj Slama et Slaheddine Shalabi : Zohra.
- 1994 : Amwej de Slaheddine Essid
- 1995 : Al Hasad d'Abdelkader Jerbi et Moncef Baldi : Selma
- 1996-1997 : El Khottab Al Bab de Slaheddine Essid, Ali Louati et Moncef Baldi : Mounira (invitée d'honneur des épisodes 6, 7, 10, 13 et 14 de la saison 1 et l'une des actrices principales de la saison 2)
- 2000 : Mnamet Aroussia de Slaheddine Essid : Nabiha Azzouz
- 2002 : Gamret Sidi Mahrous de Slaheddine Essid : Mannoubia
- 2003 : Chez Azaïez de Slaheddine Essid (invitée d'honneur)
- 2004 : Hssabet w Aqabet de Habib Mselmani
- 2005 :
  - Awdet Al Maniar d'Ali Louati et Habib Mselmani (invitée d'honneur)
  - Halloula w Slouma d'Ibrahim Letaïef[3] : mère de Halloula
- 2006 : Nwassi w Ateb d'Abdelkader Jerbi
- 2007 : Layali el bidh de Habib Mselmani
- 2009 : Maktoub (saison 2) de Sami Fehri
- 2009 : Achek Assarab de Habib Mselmani : Arbia
- 2010 : Donia de Naïm Ben Rhouma : Baya
- 2011 : Maître Malek de Fraj Slema : Khadija
- 2014 : Nsibti Laaziza (invitée des épisodes 7, 10, 12, 16 et 19 de la saison 4) de Slaheddine Essid : Rekaia
- 2015 : Bent Omha (saison 2) de Youssef Milad et Mokhless Moalla : Néjia
- 2016 :
  - Madrasat Al Rassoul d'Anouar Ayachi
  - Warda w Kteb d'Ahmed Rjeb : grand-mère de Manel (invitée d'honneur)
- 2018 : Familia Lol de Nejib Mnasria : mère de Farah